# Jonas Gelsen
Jonas Gelsen, född 4 september 2001, är en tysk roddare.

## Karriär
I april 2024 vid EM i Szeged tog Gelsen brons tillsammans med Marc Weber i dubbelsculler.